# Симница
Сѝмница (на македонска литературна норма: Симница; на албански: Simnica) е село в Северна Македония, в община Гостивар.

## География
Селото е разположено в областта Горни Полог южно от град Гостивар в подножието на планината Буковик.

## История
В началото на XIX век Симница е албанско село в Гостиварска нахия на Тетовска кааза на Османската империя. Симнишката джамия е паметник на културата. Андрей Стоянов, учителствал в Тетово от 1886 до 1894 година, пише за селото:
| „ | С. Сибница (Симница). — Около 1/2 ч. далечъ отъ селото има развалини отъ стара крѣпость; изъ единъ зидъ на тѣзи развалини тече вода, която и българитѣ и арнаутитѣ иматъ за лѣковита и ходятъ да се миятъ въ недѣлитѣ и четвъртъцитѣ подиръ Гергйовдень. | “ |

Според статистиката на Васил Кънчов („Македония. Етнография и статистика“) в 1900 година Сибница има 500 жители арнаути мохамедани.
В манастира в Симница „Свети Симеон“ рисува известният български зограф Данаил Несторов.
В 1913 година селото попада в Сърбия. Според Афанасий Селишчев в 1929 година Симница е село в Церовска община в Горноположкия срез и има 102 къщи с 467 жители албанци.
Според преброяването от 2002 година селото има 430 жители.
| Националност | Всичко |
| македонци    | 0      |
| албанци      | 424    |
| турци        | 0      |
| роми         | 0      |
| власи        | 0      |
| сърби        | 0      |
| бошняци      | 0      |
| други        | 6      |

## Личности
Родени в Симница
- Джемаил Хасани Джемо (1908 – 1945), албански революционер, ръководител на Бали Комбетар в Гостиварско